# Joachim F. Christopeit
Joachim Friedrich Karl Christopeit (* 16. Dezember 1936 in Berlin; † 17. Juli 2022 in Aschau im Chiemgau) war ein deutscher Manager, Hochschullehrer und Rechtsanwalt. Zwischen 1980 und 2000 leitete der die AVIA-Gruppe. Seit seiner Pensionierung arbeitet er als Berater. Er ist vor allem bekannt als Experte für Nahost-Wirtschaftsfragen und gilt als einer der frühesten und entschiedensten Verfechter von Konzepten der Corporate Governance in der deutschen Unternehmenskultur.

## Familie
Joachim Christopeit wurde 1936 als drittes von vier Kindern in Berlin geboren. Sein Vater war der promovierte Agrarwissenschaftler Kurt Christopeit, Mitbegründer der Grünen Woche und Geschäftsführer des Verbandes der Deutschen Tabakindustrie. Er war verheiratet und hatte zwei Kinder. Er verstarb am 17. Juli 2022.

## Ausbildung
Nach dem Abitur im Jahr 1956 absolvierte Christopeit eine kaufmännische Ausbildung bei der Firma Mannesmann in Düsseldorf. Von 1956 bis 1960 studierte er in Heidelberg, Bonn und Köln Rechtswissenschaften und Volkswirtschaft. 1957 wurde er Mitglied des Corps Rhenania Heidelberg. 1960 absolvierte er das Referendarexamen. Nach der Anstellung als wissenschaftlicher Assistent bei den Professoren Walter Erman und P. Möhring in Köln von 1960 bis 1966 promovierte Christopeit über die Hermes-Deckungen – Stellung im System der Exportförderung, wirtschaftspolitische Bedeutung mit rechtsvergleichender Bewertung mit summa cum laude zum Doctor iuris utriusque an der Universität Köln. 1967 schloss er das Assessorexamen ab.

## Beruf und Karriere
Von 1967 bis 1969 war Christopeit Regierungsassessor der Oberfinanzdirektion Düsseldorf und dort Sachgebietsleiter, bis er 1970 Leiter einer Grundsatzabteilung der Hermes Kreditversicherungs AG in Hamburg wurde, wo er unter anderem eine Ausfuhr-Wechselkursgarantie entwickelte, die vom deutschen Parlament und durch die übrigen EG-Staaten übernommen wurde. Seit 1976 war Christopeit Finanzdirektor und Prokurist der Firma L. & C. Steinmüller GmbH. Er gründete für das Unternehmen L. & C. Steinmüller in Teheran im Iran das Unternehmen Potleh, in deren Geschäftsführung er eintrat. Später gründete er gleichermaßen das Unternehmen Steinmüller Pty. Ld. in Johannesburg in Südafrika, deren Geschäftsführung er angehörte.
1980 wurde er von der Firma AVIA Mineralöl-AG in München angeworben. Dort wurde er 1980 Vorstandssprecher. Später trat er zusätzlich als Senior Vice President in die Mutter-Holding des Konzerns Euravia AG bzw. AVIA International in Zürich ein. In den 1990er Jahren gründete und führte er zusätzlich das Unternehmen OTG Oil Trading GmbH.

### Manager der AVIA Mineralöl-AG
Zu Beginn seiner Tätigkeit bei dem Unternehmen war Christopeit mit einem branchenweit beachteten Coup seines Vorgängers im internationalen Ölhandel befasst. Der mittelständische Unternehmensverbund AVIA Mineralöl-AG hatte während der zweiten Ölpreiskrise kurz vor Christopeits Eintritt außerordentlich große und volumenreiche Ölverträge mit Saudi-Arabien abgeschlossen, wohingegen wesentlich renommiertere und finanzkräftigere Mitbewerber wie Shell, BP u. a. außen vor geblieben waren. Führende Kreise im Unternehmen standen im Verdacht illegalen oder unsauberen Geschäftsverhaltens, es gab Gerüchte über Schmiergeldzahlungen an höchste Politikerkreise. Christopeit konnte Streitigkeiten mit Mitbewerbern, Lieferanten und Vermittlern zunächst außergerichtlich beilegen und vermied auf diese Weise einen weiteren öffentlichen Skandal. Das tatsächliche Ausmaß der damaligen Verflechtungen wurde erst in den 1990er Jahren in mehreren, teils auch von Avia selbst angestrengten Gerichtsverfahren offengelegt.
Zwischen 1980 und 2000 steigerte Christopeit den Umsatz des Unternehmens von 0,7 Mrd. DM auf 1,9 Mrd. DM und erhöhte das Gesellschaftskapital von 5 Mio. DM auf 17 Mio. DM. In der Presse wurde das florierende Unternehmen als „Speerspitze des deutschen Mittelstandes“ bezeichnet. Die AVIA Mineralöl-AG wuchs in den 1990er Jahren zum sechstgrößten Tankstellenbetreiber Deutschlands heran und kam unter die zehn größten Mineralöl-Handelskonzerne Europas. Als Senior Vice President der Euravia AG bzw. der AVIA International in Zürich koordinierte Christopeit maßgeblich die Internationalisierung der AVIA-Gruppe, zu diesem Zeitpunkt zweitgrößter Mineralölkonzern der Schweiz. AVIA war unter Christopeit die am weitesten verbreitete nicht konzernabhängige Mineralölmarke in Europa. Zur Jahrtausendwende schied Christopeit aus dem Management aus und ging in Pension.

### Karriere nach der Pensionierung
An die Pensionierung schlossen diverse Beratungstätigkeiten, z. B. für Tank & Rast an.
Bereits 1999 wurde Christopeit zum Lehrbeauftragten und später zum Professor an der Hochschule für Angewandte Wissenschaften Hamburg (HAW) ernannt, wo er seitdem Vorlesungen über internationales Wirtschaftsrecht und Führung internationaler Unternehmen hält. Von der Universität des Staates Katar wurde er 2003 mit der Gold Medal für besondere Verdienste um den Austausch zwischen Deutschland und Katar ausgezeichnet. Ab 2004 hielt er als Professor überdies Vorlesungen am Lehrstuhl für Internationale Kapitalmärkte der Technischen Universität München (TUM), die ihn seit 2006 in den Fakultätsrat der betriebswirtschaftlichen Fakultät entsandte. Ab 2007 hielt er Vorlesungen an der Universität Salzburg im Internationalen Wirtschaftsrecht im Rahmen des Master-of-Laws-Programms, des Rechtswissenschaftlichen Studiums und des Studiums Recht und Wirtschaft.
Überdies gründete er die MSE International Development GmbH mit Sitz in München, eine Unternehmensberatung für mittelständische Unternehmen und für die Suche nach internationalen Investoren, hauptsächlich aus dem Nahen Osten.
Geprägt war die Zeit nach der Pensionierung von dem Bemühen um eine moderne aber sozial verantwortliche Unternehmerschaft. Er galt als streitbarer Verfechter der Corporate Governance. 2005 gründete Christopeit mit anderen Managern – so dem gebürtigen Österreicher und ehemaligen BMW- und VW-Vorstand Robert Büchelhofer, dem ehemaligen Lufthansa- und Bahnvorstand Hemjö Klein und dem ehemaligen Bayer-Vorstand Werner Spinner – unter der Trägerschaft der Ludwig-Maximilians-Universität München eine gemeinnützige Stiftung, die sich der Schulung und wissenschaftlichen Bearbeitung des Themas Corporate Governance widmet und Unternehmen bei der Besetzung von Führungspositionen berät.
Christopeit arbeitete bis ein Jahr vor seinem Tode aktiv als Rechtsanwalt in München und war mit der Beratung von BGH-Fällen betraut.

## Mitgliedschaften und Mandate
- Beirat der Coface Deutschland (Allgemeine Kreditversicherung) in Mainz
- Advisor of the Board einzelner Mineralöl-Unternehmen bzw. -Vertriebe
- Advisor of the Board einer Schweizer Privatbank
- Member des Institute of Petroleum in London
- Mitglied des Centres for Global Energy Studies in London
- Gründungsmitglied der Neumann Leadership Foundation Corporate Governance
- Mitglied des Fakultätsrats der betriebswirtschaftlichen Fakultät der Technischen Universität München (TUM)
- Mitglied der Deutschen Institution für Schiedsgerichtsbarkeit (DIS)
- Mitglied der Rechtsanwaltskammer für den Oberlandesgerichtsbezirk München

## Veröffentlichungen
- Hermes-Deckungen, Stellung im System der Exportförderung, wirtschaftspolitische Bedeutung mit rechtsvergleichender Bewertung. C. H. Beck, München 1968
- Handkommentar zum Bürgerlichen Gesetzbuch; von W. Erman, Neubearbeitung der 4. Auflage; Aschendorff, Münster 1968.
- Garantien und Bürgschaften der Bundesrepublik Deutschland zur Förderung der deutschen Ausfuhr; Neubearbeitung des Kommentars von Ernst Schallehn; Verlag Schmidt, Köln 1970–1974
- Die Prägung des internationalen Managers durch die Globalisierung der Wirtschaft. In: Der Globalisierte Mensch. Psychosozial-Verlag, Gießen 2004/2005
- Aufsätze, z. B. Sukzessionsschutz für Lizenzketten (UrhG), in: ZIP 2013, 345 (zusammen mit Hilmar Raeschke-Kessler)
- Vorträge und Gutachten (vor allem für den Bundesgerichtshof)